# Académie des arts de Chine
Pour les articles homonymes, voir Académie des beaux-arts.
L'Académie des arts de Chine (chinois simplifié : 中国美术学院 ; chinois traditionnel : 中國美術學院 ; pinyin : zhōngguó měishù xuéyuàn) est la plus grande école d'art de Chine, créée sous la république de Chine (1912-1949). Son siège est situé au bord du Lac de l'Ouest, à Hangzhou, capitale de la province du Zhejiang.
L'Académie des beaux-arts de Chine (chinois : 中国美术学院), également traduite par l'Académie nationale des beaux-arts de Chine, a été fondée à Hangzhou en 1928 par le gouvernement de la République de Chine et le célèbre éducateur Cai Yuanpei. C'était la première université d'art et la première école supérieure d'histoire chinoise. En 2016, l'Académie a été approuvée pour être administrée conjointement par le gouvernement provincial du Zhejiang, le ministère de l'Éducation et le ministère de la Culture. Il s'agit d'une université d'État chinoise à double plan universitaire de première classe.[1]
À l'époque, l'objectif de la China Academy of Art était de promouvoir l'enseignement des beaux-arts en remplacement de la religion dans la Chine alors déchirée par la guerre. Les beaux-arts sont considérés comme égaux à une religion dans l'institution depuis plus de neuf décennies. L'académie compte de nombreux artistes de renom parmi ses anciens élèves et est considérée comme l'une des institutions artistiques les plus prestigieuses du pays. Il est familièrement appelé Guomei (国美).

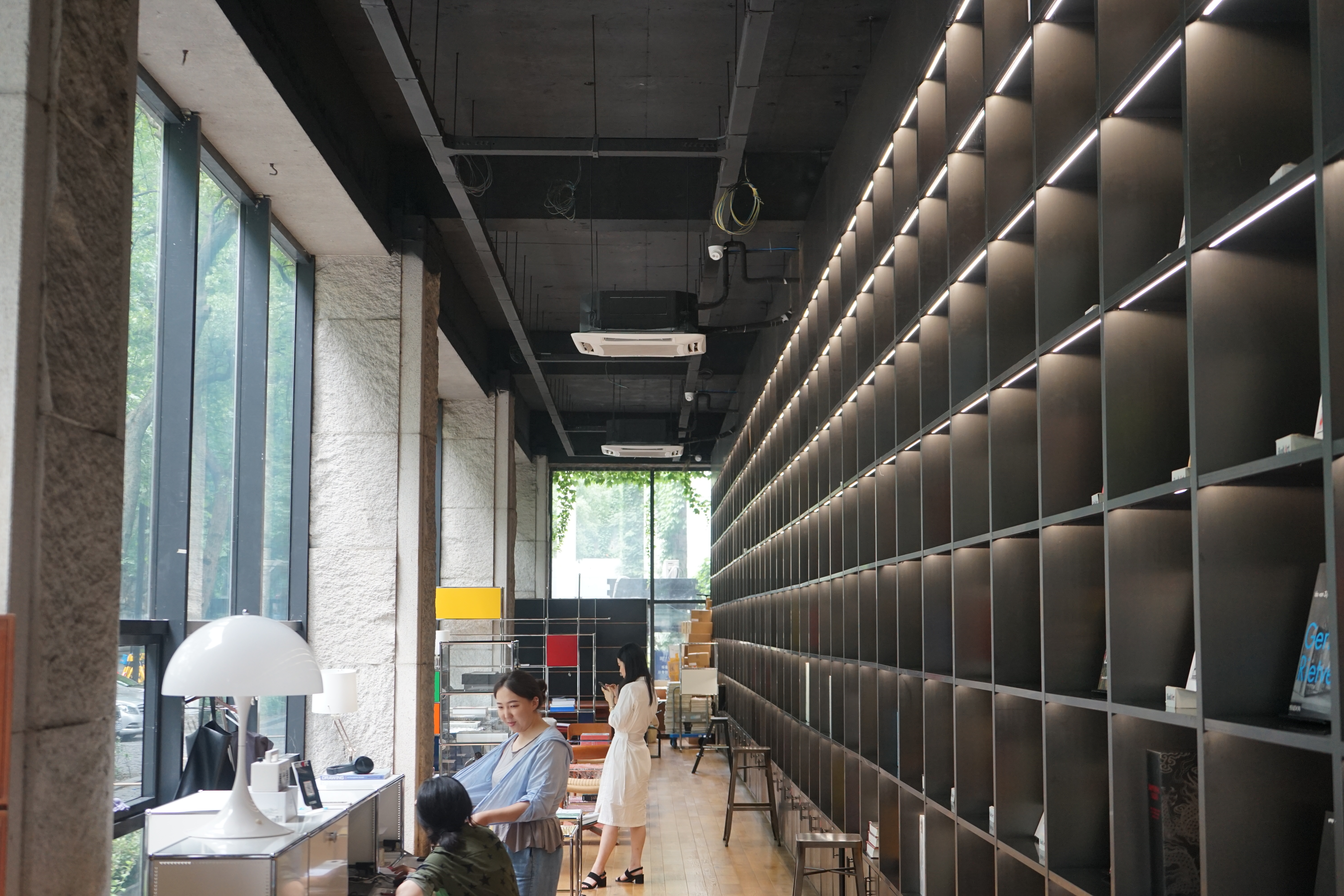
Bibliothèque

## Anciens élèves
- Zao Wou-ki
- Ding Tianque
- Chu Teh-Chun
- Wu Guanzhong
- Zhong Biao
- Emily Tang
- Jacky Tsai